# 안익태
안익태(安益泰, 1906년 12월 5일~1965년 9월 16일)는 대한민국 태생의 스페인 작곡가이자, 첼리스트, 트럼페터, 바이올리니스트, 지휘자다. 호(號)는 산남(山南)이다. 1945년 8.15 조선 광복 이후 대한민국 서울의 숭실중학교와 숭실고등학교에서 각각 명예 졸업장을 수여받기도 한 그는 대한민국의 국가(國歌)인 애국가를 작곡했으며, 대표 작품으로 한국환상곡이 있다. 친일인명사전에 올라가 있다. 일제강점기의 초반에는 독립운동가로 열심히 활동했으나 중반부터 당시 일본과 친밀감이 있던 독일로 넘어가 만주국 건국 10주년 기념 음악을 만들고, 음악회를 지휘했다. 1941년에는 일본의 궁중음악인 에텐라쿠를 지휘하고, 일본의 국가인 기미가요를 연주하였다.

## 일생
안익태는 1906년 평안남도 평양에서 태어났으며, 평양종로보통학교와 평양 숭실고등보통학교를 마쳤다. 1921년에 일본으로 유학, 도쿄 세이소쿠 중학교에 음악특기자로 입학하였다. 1926년에는 도쿄 구니타치 고등음악학교에 입학해 첼로를 전공했고, 1930년 졸업 후 다시 미국으로 유학했다. 신시내티 음악학교와 커티스 음악학교, 펜실베이니아 주립 필라델피아 템플 대학교 음악대학원에서 첼로와 지휘 등을 배웠고 한인 교회 등에서 음악감독으로 일하기도 했다.

### 유럽 시기 (1936~1944)
1936년에 처음 유럽을 방문했고, 이때 파울 힌데미트와 펠릭스 바인가르트너를 만나 음악 활동에 대한 의견을 교환했다고 전해진다. 또한, 안 에키타이(安益泰, 서양식 이름: 에키타이 안(Ekitai Ahn))라는 일본어 이름을 사용했을 정도로 친일 행적을 시작했다는 주장이 광복회 일부에서 제기됐다. 그러나 안익태 후손은 '에키타이'는 일본 이름이 아니고 '익태'라는 한국 이름을 영어나 기타 외국어로 표현할 때 일제시대 당시 관행에 따라 일본식으로 발음한 것이며, 이것은 성과 이름을 한자부터 일본식 이름(4글자)으로 고치는 창씨개명과는 전혀 다르다고 설명했다. 일제시대 당시 조선인이 외국을 나갈 때 필요한 여권을 발급하는 기관이 일제 총독부였기 때문에, 여권을 발급받아 해외에서 활동한 조선인의 경우 이름의 영문 표기가 일본식 발음으로 되어 있는 것은 이상한 일이 아니며 이를 친일 행적의 증거로 삼는 것은 부적절하다. 베를린 올림픽에 출전한 손기정 역시 한자 이름은 그대로 쓰지만 발음은 '손 기테이(Kitei)'로, 남승룡은 '난 쇼류(Shoryu)'로 표기되었다. 참고로 조선인의 이름을 일본식 4글자 이름으로 바꾸는 창씨개명은 안익태가 독일로 건너가고 한참이 지난 1940년부터 일제 총독부의 '내선일체' 정책에 의해 추진되었다. 그 이전까지는 조선인에 대한 일제의 인종차별 정책 때문에 조선인이 일본식 이름을 쓰고 싶어도 쓸 수가 없었다.
안익태는 1937년에 펜실베이니아 주립 필라델피아 템플 대학교 음악대학원을 졸업한 뒤 1938년에 아일랜드의 더블린 방송 교향악단을 객원지휘했다. 이후 헝가리에 머물면서 부다페스트 음악원에서 졸탄 코다이와 도흐나니 에르뇌 등에게 작곡을 배웠고, 종전 직전까지 독일과 이탈리아, 유고슬라비아, 불가리아, 루마니아, 프랑스, 스페인 등지에서 지휘 활동을 했다.

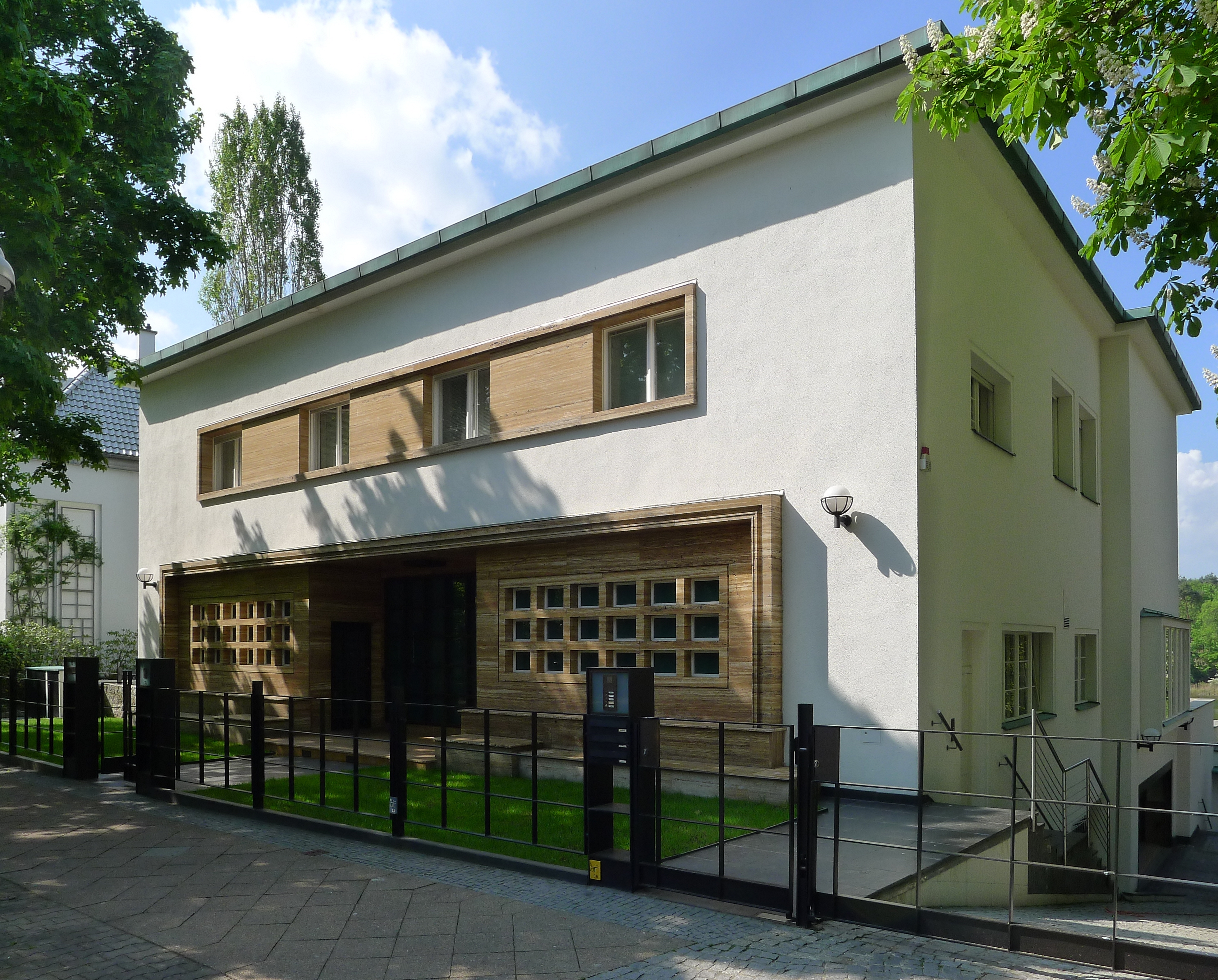
안익태가 베를린에서 머물렀던 집. (Gustav-Freytag-Straße 15, Berlin-Grunewald)

1941년부터 1943년까지 주베를린 만주국 대사관 공무원인 에하라 고이치(江原綱一)의 집에서 살았다.:107-112 안익태가 작곡한 《만주국 축전곡》의 가사에는 제2차 세계 대전의 추축국인 일본 제국·나치 독일·이탈리아 왕국 3국의 결속을 다짐하는 내용이 있는데, 가사의 일부는 에하라가 썼다고 한다. 에하라는 물밑에서 독일 내의 일본 첩보활동을 총괄하는 일을 담당하고 있었으며 독일에서 활동하는 예술인들로부터 정보를 수집하고 있었다.:107-112
안익태 본인은 리하르트 슈트라우스를 1930년대 후반에 만났다고 밝혔으나, 실제로는 베를린에 머물렀던 1942년에 만난 것으로 보인다. 이 시기의 안익태 공연 프로그램에 '슈트라우스의 제자'라는 내용이 실리기 시작했고, 슈트라우스가 자신의 작품인 '일본 축전 음악' 을 지휘한 것을 축하하는 의미로 작성해준 추천장이 남아 있다. 안익태는 2차대전 종전 후 슈트라우스의 교향시들을 본격적으로 다루었으며, 일본의 옹가쿠노토모샤(음악지우사)에서 슈트라우스의 전기를 출판하기도 했다.

### 스페인 시기 (1944~1965)

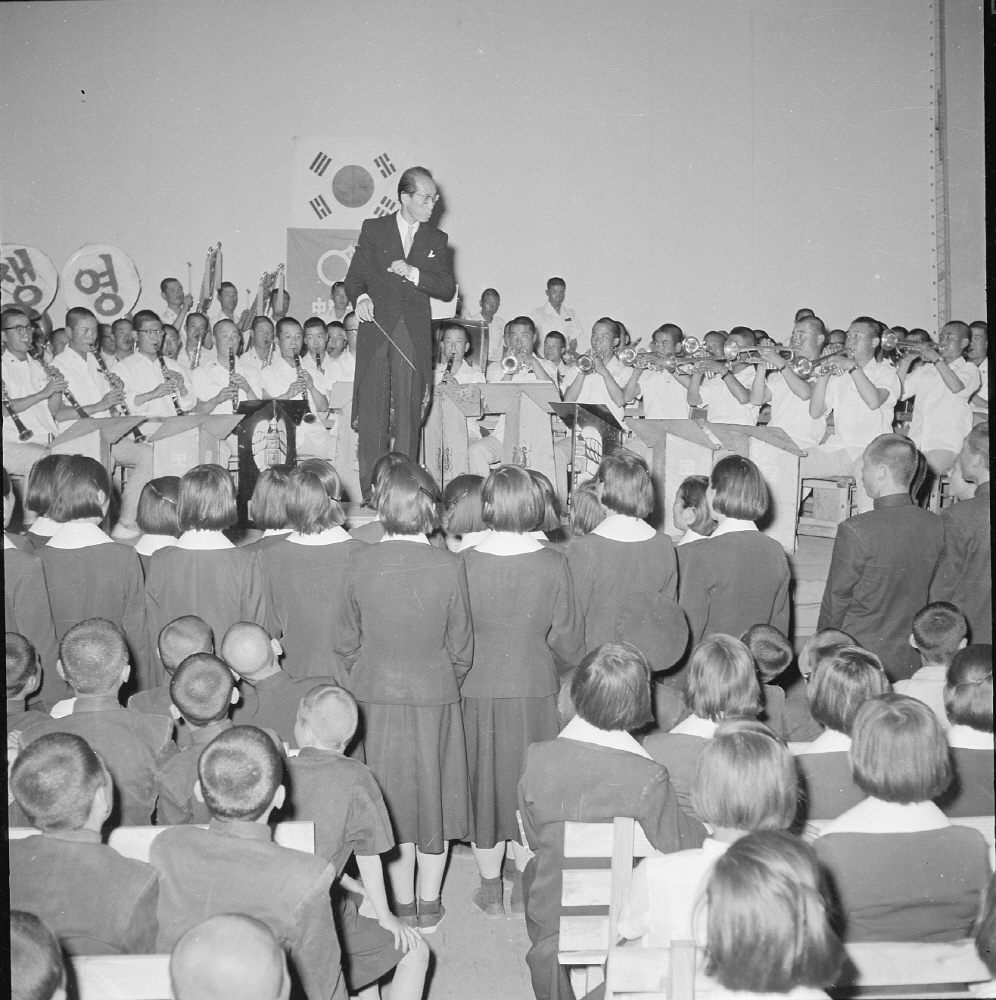
1962년

전황이 악화되자 1944년 4월에 파리에서 베토벤 축제 연주회를 마친 직후 독일의 우방인 스페인으로 피난했으며, 그 해 12월에는 그의 대표작인 한국 환상곡의 현존하는 가장 오래된 자필 악보를 완성했다. 1945년 리카르도라는 세례명으로 가톨릭 세례를 받았다.
1946년에는 스페인 여성 롤리타 탈라베라와 결혼하여 마요르카 섬으로 이주했고, 마요르카 교향악단의 상임지휘자가 되었다. 이후 스위스, 멕시코, 과테말라 등에서 지휘했고, 1955년 3월에 대한민국 정부 수립 후 처음으로 고국을 방문했다.
1962-64년까지 3년간 서울에서 국제음악제를 주관했고, 런던 교향악단과 런던 필하모닉 오케스트라, 도쿄 교향악단 등을 객원지휘했다. 1965년 7월 4일에 런던의 필하모니아 오케스트라와 마지막 연주회를 가진 직후 건강 상태가 악화되었고, 9월 16일에 스페인의 바르셀로나 병원에서 60세의 나이로 타계했다.
1977년 7월 8일 그의 유해는 국립서울현충원으로 봉환되었다.

## 행적 연구
안익태의 1940년대 유럽 활동에 대한 정보는 대부분 김경래와 롤리타 탈라베라의 전기에 기록된 자료로 전해져 왔으나, 최근에 진행된 연구들에서 이들 자료의 잘못된 정보와 왜곡 사례를 지적하고 있다.
2000년에는 음악연속간행물 '객석'의 베를린 통신원이었던 진화영이 안익태의 베를린 필하모니 관현악단 지휘에 대한 기록이 종전의 1940년이 아닌 1943년이며, 단 한 차례 뿐이었다는 기사를 발표했다. 같은 해 발굴되었다는 안익태의 지휘 모습이 담긴 기록 영화가 2006년에 독일에서 음악을 공부하고 있는 송병욱에 의해 만주국 축전 음악회의 실황 녹화였다는 사실이 밝혀져 국내 음악계에 충격을 주기도 했다.
2006년 11월 19일에 송병욱의 강연회를 통해 만주국 축전 음악회의 기록 영화가 한국에서 처음으로 공개 상영되었으며, 2007년에는 음악학자 이경분(李京粉)이 독일과 스위스 등지의 문서 보관소 등에서 찾아낸 자료들로 안익태의 1938-44년 활동상을 정리한 책이 출간되었다.
2008년 발표된 민족문제연구소의 친일인명사전 수록예정자 명단의 음악 부문에 선정되어 논란이 있었다. 안익태의 명단 포함에 대해 안익태기념재단 측은 "당시 본인 선택과 상관없이 국적을 잃은 안 선생은 일본인으로 활동할 수밖에 없었다"고 해명하였다. 이 명단의 군 부문에는 형인 안익조도 포함되어 있다.

## 친일 논란
2006년 3월, 만주국 건국 10주년을 기념하여 축하곡을 작곡하고 베를린 방송교향악단을 지휘하는 영상이 발견되어 친일 의혹이 제기되었고, 2008년 4월 30일 민족문제연구소 등은 안익태를 친일파로 규정하여 친일인명사전에 등재할 뜻을 밝혔다.
2008년 4월 29일 한국의 시민단체 민족문제연구소와 그 산하 친일인명사전편찬위원회가 발표한 친일인명사전 제2회 명단에 이름이 올랐고, 이들에 의해 친일파로 규정됐다.
2009년 11월 8일 발간된 민족문제연구소의 '친일인명사전'에 일본의 식민지 지배에 협력한 인물로 이름을 올렸으며, 2019년에는 전국교직원노동조합이 친일파 인물이 작사 또는 작곡한 학교 교가를 변경하라고 주장하기도 했다. 노조 측은 친일파의 근거를 친일인명사전에 요구했고, 안익태가 작곡한 교가도 그 대상에 포함됐다.
2020년 김원웅(광복회 회장)은 국립서울현충원에 안장된 친일파의 개장을 제기했다. 안익태는 민족 반역자로 비판의 대상이 되었다.

## 작품
- 성악 모음곡 '한국의 생활' (이팔청춘/아리랑 고개/전원/백합화. 1934~1935)
- 애국가(1936)
- 교향시 '강천성악'(관현악곡, 1936)
- 한국환상곡(합창과 관현악, 1936~1937)
- 환상곡 '에텐라쿠' (관현악곡, 1930년대?. 1944년 이후 악보 분실)
- 교향 환상곡 제 2번 '교쿠토(극동)' (관현악곡, 1930년대?. 1944년 이후 악보 분실)
- 전원곡 (Pastorale. 관현악곡, 1930년대?. 1944년 이후 악보 분실)
- 만주국 축전곡=만주환상곡 (합창과 관현악, 1940년대. 1944년 이후 악보 분실)
- 논개(교향시, 1962)
- 애국지사 추도곡(관현악곡, 1962)
- 흰 백합화(성악과 기악, 1962?)
- 한국무곡(관현악곡, 1963)
- 교향시 '마요르카' (관현악곡, 1948. 2006년에 자필보 발견)
- 교향시 '포르멘토르의 로 피' (관현악곡, 1951. 2006년에 자필보 발견)

## 가족 관계
- 아버지: 안덕훈 (安德勳)
- 어머니: 김정옥 (金貞玉)
- 형: 안익삼
- 배우자: 로리타 탈라벨라 (로리타 안, 1916년 ~ 2009년 2월 16일)
  - 첫째딸: 엘레나 안 (1949년 ~ )
    - 외손자: 미구엘 익태 안 기옌 (1977년 ~ )
    - 첫째 외손녀: 레오노르 로즈 안 (1987년 ~ )
    - 둘째 외손녀: 엘레나 이루스뜨 안 (1988년 ~ )

  - 둘째딸: 안나 세실리아 (1952년 ~ )
  - 셋째딸: 레오노르 안 딸라베라 (1958년 ~ )

## 같이 보기
- 홍난파
- 대한민국의 음악가 목록
- 조선민주주의인민공화국의 음악가 목록

## 참고 문헌
- 김경래, 《안익태의 영광과 슬픔. 코리아 판타지》, 현암사, 1966.
- 롤리타 탈라베라, 《나의 남편 안익태》, 신구문화사, 1974.
- 최병현, 《강변에 앉아 울었노라 - 뉴욕한인교회 70년사》, 깊은샘, 1992
- 전정임, 《안익태》, 시공사, 1998.
- 진화영, 《한국인 최초 베를린 필 지휘, 그리고 알려지지 않은 진실들》, 월간 객석, 2000.5월호
- 이규희, 《울어 버린 애국가》, 밝은미래, 2005.
- 송병욱, 《안익태의 알려지지 않은 두 작품》, 월간 객석, 2006.3월호
- 송병욱, 《안익태의 민족 정체성-어느 음악가의 정당한 평가를 위하여》, 월간 객석, 2006.4월호
- 박정미, 《안익태에 대한 의혹 제기와 그 오류에 대한 단상》, 월간 객석, 2007.1월호
- 이경분, 《잃어버린 시간 1938~1944》, 휴머니스트, 2007.
- 송병욱, 《안익태 '한국환상곡' 초연 70주년 특별기고 1-더블린 초연 현장을 말한다》, 월간 객석, 2008.2월호
- 송병욱, 《안익태 '한국환상곡' 초연 70주년 특별기고 2-헝가리 동영상과 안익태 이해의 새 키워드》, 월간 객석, 2008.3월호
- Hoffmann, Frank (2015). 《Berlin Koreans and Pictured Koreans》 (PDF). Koreans and Central Europeans: Informal Contacts up to 1950, vol. 1. Vienna: Praesens. ISBN 978-3-7069-0873-3.